# Stanko Bunc
Stanko Bunc, slovenski jezikoslovec, literarni zgodovinar, leksikograf, pesnik, publicist, knjižničar in prešernoslovec, * 30. oktober 1907, Kobdilj, † 5. november 1969, Kranj.

## Življenje in delo
Bunc se je rodil v družini železniškega čuvaja. Ljudsko šolo je obiskoval v Štanjelu (1914-1919); v Novem mestu, kamor se je družina preselila zaradi italijanske zasedbe, je končal gimnazijo. Med letoma 1927 in 1931 je študiral slavistiko in leta 1931 diplomiral na ljubljanski Filozofski fakulteti. Po diplomi je odšel na izpopolnjevanje na Češko in Poljsko ter v Krakovu vodil seminar slovenskega jezika. Po vrnitvi v domovino je služboval v Ljubljani na I. državni realni gimnaziji, bil premeščen na Državno realno gimnazijo v Maribor (1936-1941). Tu ga je gestapo zaradi sodelovanja z Osvobodilno fronto aretiral, po izpustitvi iz zapora je poučeval v Ljubljani, nato ponovno v Mariboru in Murski Soboti (1946), bil premeščen za prevajalca v uredništvo Uradnega lista v Beograd. Od leta 1948 je bil gimnazijski profesor v Kranju, ter od 1953-1960 upravnik študijske knjižnice v Kranju, za katere ustanovitev je tudi dal pobudo, nato pa v knjižnici vodil študijski oddelek.
Bunc je začel kot pesnik v dijaškem listu Žarki, potem pa objavljal še v drugih listih (Mentor, Naš glas, Koledar Goriške Mohorjeve družbe, Primorske novice). Njegovo osrednje delo so jezikovni učbeniki, ostalo njegovo delo pa je v glavnem poljudnoznanstveno. Zaradi samosvojih stališč v Pregledu slovnice slovenskega jezika (1940) je doživel negativne ocene. Izdal je še knjige: Jezikovni svetovalec (1951), Mali slovenski pravopis (1966) in Slovar tujk (1952), ki so doživele več ponatisov. Pisal je tudi literarnozgodovinske razprave o Prešernu, Franu Levstiku, Jurčiču, o poljski književnosti, posebno o Mickiewiczu in leposlovje. S področja knjižničarstva je izdal Seznam gradiva za proslave (1960) in Priročnik za katalogizacijo (1958). Veliko se je ukvarjal tudi s slovenskimi priimki in imeni. 
Za delo v knjižničarstu je leta 1967 prejel Čopovo diplomo.